# Bugnein
Bugnein – miejscowość i gmina we Francji, w regionie Nowa Akwitania, w departamencie Pireneje Atlantyckie.
Według danych na rok 1990 gminę zamieszkiwało 236 osób, a gęstość zaludnienia wynosiła 21 osób/km² (wśród 2290 gmin Akwitanii Bugnein plasuje się na 942. miejscu pod względem liczby ludności, natomiast pod względem powierzchni na miejscu 984.).